# Динской залив
Динско́й зали́в — небольшой залив в Краснодарском крае России, расположенный на северо-западе Таманского полуострова. Часть Таманского залива. Отделён от Керченского пролива косой.
Залив вдаётся в сушу на 8 км, ширина у выхода составляет 2 км, глубина не превышает 4 м. Берега залива, служащие подножием западной конечности древнего Киммерийского острова, сложены устойчивыми горными породами и не поддаются разрушению волнами.